# Salvador Cardenal Fernández
Salvador Cardenal Fernández (València, 1852 - Barcelona, 1927) va ser un metge cirurgià barceloní, destacat per haver estat introductor i difusor de les tècniques antisèptiques i asèptiques en la pràctica de la cirurgia a Espanya. Pare de León Cardenal Pujals.

## Família
Va néixer a València, fill de l'enginyer alabès Domingo Cardenal Gandasegui i de la burgalesa María del Carmen Fernández, l'any 1852. L'any següent el seu pare va ser contractat com a director de l'obra de construcció del Canal d'Urgell i la família es traslladà a Agramunt, on varen residir fins al 1863 en què anaren a viure a Barcelona, ciutat en la qual Salvador Cardenal residirà la resta de la seva vida, així com la major part de la seva descendència.

## Estudis i formació
Va estudiar Medicina a la Universitat de Barcelona. Sent estudiant va ser preparador anatòmic i l'any 1872 juntament amb altres companys com Josep Antoni Barraquer i Roviralta va fundar el Laboratorio per dedicar-se a la medicina experimental, antecedent de l'actual Associació d'Estudiants de Ciències de la Salut (AECS). L'any 1875 va fer un viatge d'estudis a París, i va contactar amb els eminents cirurgians Paul Broca, Jules Péan, Léon Athanase Gosselin i Louis D. Richet, que el varen instruir en els principis i tècniques antisèptiques de Joseph Lister. També va visitar Viena, aprenent les tècniques de Theodor Billroth i Berna, on conegué la cirurgia de la tiroide amb Emil Theodor Kocher. També visità diverses clíniques i hospitals a Viena, Suïssa i Alemanya, on conegué Tiersch, Heinrich Adolf Bardeleben, Volkmann, Rose, Julliard, Lücke i Schröder.
Va doctorar-se a la Universitat de Madrid l'any 1877, amb la tesi De la osteomielitis y sus relaciones con la pioemia y la septicemia.

## Acadèmia i Laboratori de Ciències Mèdiques de Catalunya

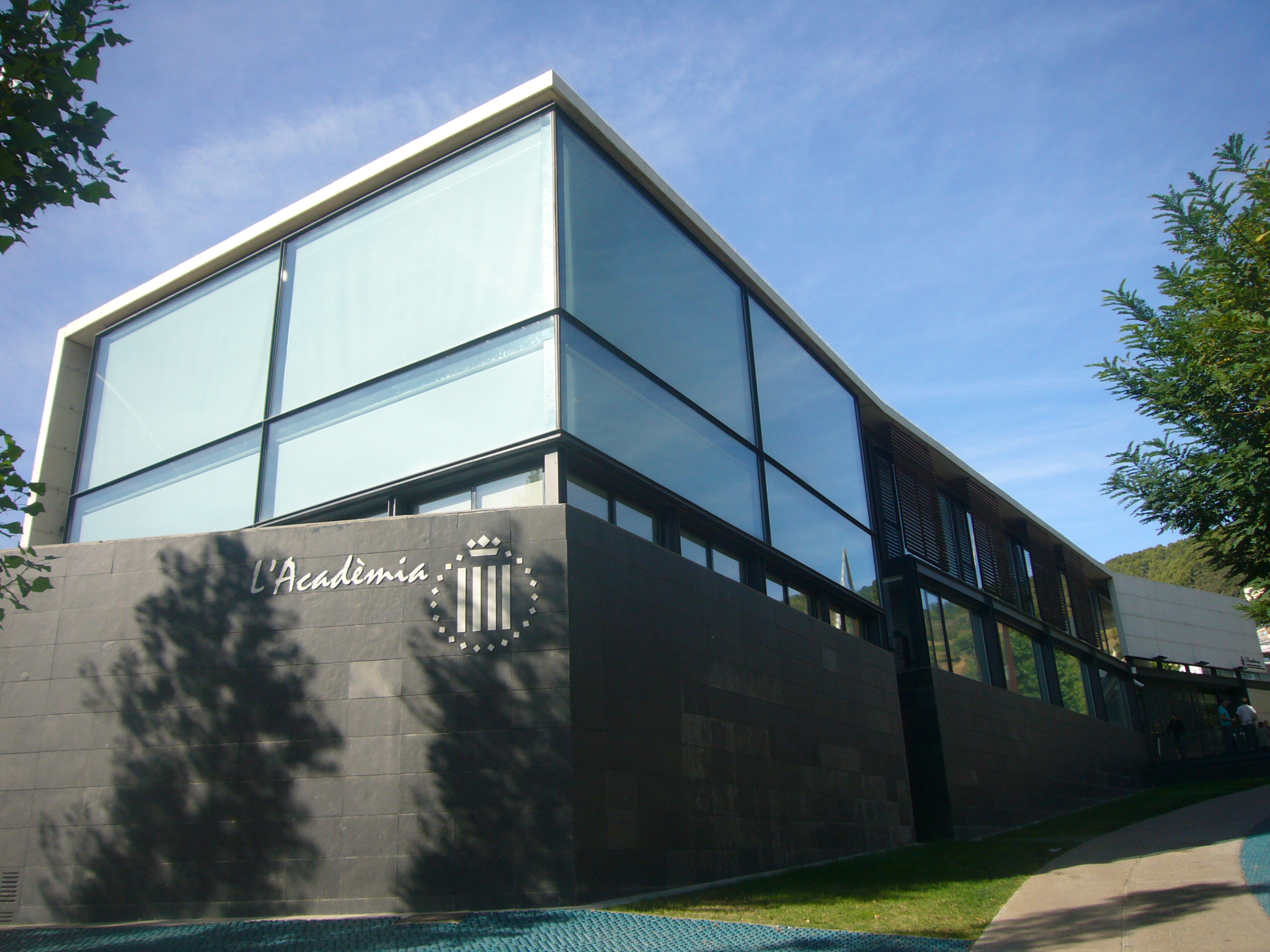
Vista de l'actual Acadèmia de Ciències mèdiques de Catalunya i Balears

L'any 1878 el Laboratorio fundat per ell es va fusionar amb l'Acadèmia de Ciències Mèdiques, fundada per Jaume Pi i Sunyer, i es va crear l'Acadèmia i Laboratori de Ciències Mèdiques de Catalunya, que en el moment actual (any 2014) és l'Acadèmia de Ciències Mèdiques de Catalunya i Balears.

## Activitat professional
L'any 1877 va ingressar com a metge numerari a la Casa de la Caritat. L'any següent va ser nomenat metge director de l'hospital del Sagrat Cor de Barcelona, on va desenvolupar la seva carrera. També va tenir una clínica privada, fundada l'any 1888, que portà per nom Casa de curación quirúrgica del Dr. Cardenal.
Gràcies a les tècniques d'antisèpsia de John Lister, i després a les d'asèpsia de Bergmann va realitzar operacions pioneres a Espanya.

## Publicacions
- 1873.De la anestesia quirúrgica, de los anestésicos y en particular de la cloroformización. Primer estudi a Catalunya de les tècniques d'anestèsia fet amb una mentalitat renovadora.
- 1880. La Guía práctica para la cura de heridas y aplicaciones del método antiséptico.
- 1887. Manual práctico de cirugía antiséptica.
- 1895, 1906. Reedicions del Manual práctico. Marcan una evolució del mètode antisèptic cap al mètode asèptic.
- 1898 - 1920. Col·laboració a la revista Medicina y Cirurgía.

Traduccions i pròlegs:
- Manual de cirurgia descriptiva, de Robert Hartmann.
- Tratado de operaciones, de Theodor Kocher.
- Tratado de patología general y de anatomía y fisiología patológicas, de Max Perls[5]

## Càrrecs i honors
- 1893 - 1895. President de l'Acadèmia i Laboratori de Ciències Mèdiques de Catalunya.
- 1901 - 1910. President de la Reial Acadèmia de Medicina de Barcelona.
- 1890. Membre honorari del Royal College of Surgeons of England. (Real Col·legi de Cirurgians d'Anglaterra).
- 1922. Catedràtic honorari de la Universitat de Barcelona.[4]